# Olennius
Olennius was gedurende de eerste decennia van de eerste eeuw na Chr. de Romeinse landvoogd over onder meer de Friezen (Frisii). 
Hij is vooral bekend uit een passage uit de Annales van Tacitus. Hier wordt beschreven hoe Olennius door zijn hardvochtige optreden tegen de Friezen een opstand uitlokt. Onder zijn voorganger Nero Claudius Drusus had er een mild belastingregime geheerst over de Friezen. Eens per jaar moesten ze runderhuiden leveren; over kwaliteit van de huiden was geen uitspraak gedaan. Dat veranderde met de aanstelling van Olennius. Hij verordonneerde dat de huiden qua kwaliteit en afmeting moesten voldoen aan die van oerossen. 
Omdat hun vee niet de afmetingen van oerossen had konden de Friezen niet voldoen aan de nieuwe eisen. Volgens Tacitus werd daarom eerst hun vee afgenomen, vervolgens hun akkers en uiteindelijk werden hun vrouwen en kinderen als slaaf afgevoerd.
In het jaar 28 barstte de bom. Eerst werden Romeinse belastinginners door de Friezen opgehangen en daarna trokken de Friezen op tegen de Romeinse landvoogd. Olennius wist echter door een list aan de oprukkende Friezen te ontkomen en vluchtte naar Flevum: een Romeinse castellum ten noorden van de Rijn. Daar kwam het tot een treffen toen de Friezen - eerst via land en later via het water - Flevum belegerden. Toen zij vernamen dat de Romeinen versterkingen gestuurd hadden, trokken zij zich terug in het Baduhenna-woud. Hier kwam het tot een slag waarbij 900 Romeinen sneuvelden en nog 400 anderen elkaar doodden. Pas in 47 wist Corbulo de Friezen weer te beteugelen. Van Olennius wordt na deze tijd niet meer gehoord.

## Primaire bron
- Tacitus, Annales (Boek 4)

## Secundaire bron
- Rome en Germania